# Дело о любопытной новобрачной
«Дело о любопытной новобрачной» (англ. The Case of the Curious Bride) — черно-белый детективный фильм 1935 года. Экранизация одноименного произведения Эрла Стэнли Гарднера.

## Сюжет
Рода Монтейн — старая знакомая адвоката Перри Мейсона. Однажды она просит его оказать помощь её подруге. Та якобы узнала, что её первый супруг, Грегори Моксли, которого она считала умершим, на самом деле жив. Перри догадывается, что речь идет о проблемах самой Роды, раскапывает могилу Моксли и видит, что в гробу вместо трупа лежит деревянная статуя. Вычислив местонахождение Моксли, адвокат едет к нему, чтобы узнать, зачем он притворился умершим, но обнаруживает, что тот мертв — на этот раз по-настоящему.
Далее Рода бросает своего нынешнего мужа Карла, чтобы уберечь его от скандала, и скрывается. Понимая, что для полиции её бегство равносильно признанию вины, Перри приступает к расследованию. Тем временем отец Карла настаивает на аннулировании брака сына и Роды, чтобы тот мог свидетельствовать против жены. Перри разрушает его планы, наняв женщину на роль первой жены Моксли, на которой тот якобы женился ещё до брака с Родой. Помощник адвоката, детектив Пол Дрейк, выясняет, что Моксли и в самом деле ранее был женат на актрисе Дорис Пендер, а также узнает о том, что в ночь убийства в квартире Моксли находился её брат Оскар. Оскар не скрывает этого факта, но отрицает свою причастность к убийству.
Чтобы быстрее распутать это дело, Перри сводит вместе всех подозреваемых. На устроенной им вечеринке Оскар узнает в Карле человека, которого он видел сбегающим из квартиры Моксли. Карл сознается, что преступление совершил именно он, но клянется, что это произошло случайно во время драки с Моксли, который шантажировал Роду. Мейсон принимает его оправдания, согласившись расценивать его действие как убийство в целях самообороны, и таким образом с Роды снимаются все обвинения.

## В ролях
- Уоррен Уильям — Перри Мейсон
- Маргарет Линдси — Рода Монтейн
- Дональд Вудс — Карл Монтейн
- Клэр Додд — Делла Стрит, секретарша Перри Мейсона
- Аллен Дженкинс — Пол Дрейк
- Эррол Флинн — Грегори Моксли
- Уини Шоу — Дорис Пендер
- Уоррен Хаймер — Оскар Пендер
- Чарльз Ричмен — Филип Монтейн
- Мэйо Мето — Флорабель Лоусон
- Олин Хоуленд — Уилбур Стронг, коронер
- Уилер Окман — эпизод